# Góry (Budry)
Góry (deutsch Gurren) ist ein Ort in der polnischen Woiwodschaft Ermland-Masuren und gehört zur Landgemeinde Budry (Buddern) im Powiat Węgorzewski (Kreis Angerburg).

## Geographische Lage
Góry liegt im Nordosten der Woiwodschaft Ermland-Masuren, zwei Kilometer südlich der polnisch-russischen Staatsgrenze. Die Kreisstadt Węgorzewo (Angerburg) ist zehn Kilometer in südlicher Richtung entfernt.

## Geschichte
Die heutige Ortschaft Góry setzt sich aus drei zunächst eigenständigen Orten zusammen, die sich dann zu einer Gemeinde zusammengetan haben. Es sind dies:
- Alt Gurren[3] (polnisch Stare Góry), bestehend nur aus einem kleinen Gehöft, mit 53 Einwohnern im Jahre 1910[4],
- Neu Gurren[5] (Nowe Góry), bestehend aus ein paar Gehöften, mit 122 Einwohnern im Jahre 1910[4],
- Adlig Gurren[6] (Góry), Gut, mit 44 Einwohnern im Jahre 1910[4].

Im Jahre 1874 kamen alle drei Orte zum neu errichteten Amtsbezirks Lingwarowen (polnisch Łęgwarowo) im Kreis Darkehmen im Regierungsbezirk Gumbinnen der preußischen Provinz Ostpreußen.
Am 10. August 1876 wurden alle drei Ort aus dem Amtsbezirk Lingwarowen im Kreis Darkehmen in den Amtsbezirk Olschöwen (polnisch Olszewo Węgorzewskie) im Kreis Angerburg umgegliedert.
Aus Alt Gurren und Neu Gurren wurde am 28. April 1927 die neue Landgemeinde Gurren gebildet, in die am 30. September 1928 der Gutsbezirk Adlig Gurren miteinbezogen wurde. Am 17. Oktober 1928 stieß noch der Nachbargutsbezirk Klimken (polnisch Klimki) aus dem Amtsbezirk Brosowen (Brzozowo) hinzu.
Die Zahl der Einwohner in der Landgemeinde Gurren betrug im Jahre 1933 insgesamt 354 und stieg bis 1939 auf 403.
In Kriegsfolge kam der Ort 1945 mit dem gesamten südlichen Ostpreußen zu Polen und trägt seitdem die polnische Namensform „Góry“. Heute ist er Sitz eines Schulzenamtes (polnisch Sołectwo) und eine Ortschaft im Verbund der Landgemeinde Budry (Buddern) im Powiat Węgorzewski (Kreis Angerburg), vor 1998 der Woiwodschaft Suwałki, seither der Woiwodschaft Ermland-Masuren zugehörig.

## Religionen
Alt-, Neu- und Adlig Gurren sowie die daraus erwachsene Landgemeinde Gurren waren bis 1945 in die evangelische Kirche Olschöwen in der Kirchenprovinz Ostpreußen der Kirche der Altpreußischen Union sowie in die katholische Kirche Zum Guten Hirten Angerburg im Bistum Ermland eingepfarrt.
Heute gehören die katholischen Einwohner Górys zur Pfarrei Olszewo Węgorzewskie im Bistum Ełk (Lyck) der Römisch-katholischen Kirche in Polen. Die evangelischen Kirchenglieder sind der Kirchengemeinde in Węgorzewo (Angerburg), einer Filialgemeinde der Pfarrei Giżycko (Lötzen) in der Diözese Masuren der Evangelisch-Augsburgischen Kirche in Polen zugeordnet.

## Verkehr
Góry liegt ein wenig abgeschieden vom Verkehrsgeschehen östlich der polnischen Landesstraße DK 63 (ehemalige deutsche Reichsstraße 131) und ist auf Nebenstraßen über Pawłowo (Paulswalde) und Olszewo Węgorzewskie (Olschöwen, 1938 bis 1945 Kanitz) zu erreichen. Einen Bahnanschluss gibt es nicht.